# La Lisière (roman)
Pour les articles homonymes, voir La Lisière.
La Lisière est le second roman de Patrick Grainville, publié aux éditions Gallimard en septembre 1973.

## Historique
La Lisière poursuit l’« autobiographie mythique », initiée dans La Toison et qui s’achèvera avec L'Abîme. Chacun des volumes existe indépendamment des autres, seul le personnage de Laura leur est commun.

## Résumé
À l’aune de Jacques Callot, La Lisière met en scène trois couples, enfants, jeunes adultes, et amants plus mûrs dans une nature luxuriante. À la lisière d’une grande forêt et de tous les amours.

## Réception critique
Avec La Lisière, Patrick Grainville rencontre une notoriété immédiate. Le livre frôle le Goncourt. Membre du jury et principal défenseur du roman, Michel Tournier évoque sa déception, citant Marcel Proust et André Pieyre de Mandiargues dans un article du Figaro, et insiste sur l’apport de l’auteur par rapport à la tendance naturaliste et académique, alors en vogue, mais aussi par contraste avec les exercices formels du Nouveau Roman. Le livre, « flamboyant blason de la vie humaine et du monde » pour Le Monde, joue sur un mélange de réalisme et de vision, une sorte de grand tourbillon qui mêle fruits, plantes, bêtes, art et corps dont la beauté constitue un chant.

## Éditions
- La Lisière, éditions Gallimard, 1973  (ISBN 2070285162).
- La Lisière, éditions Gallimard, collection Folio, 1990  (ISBN 2070382125).